# Marina Petrella
Marina Petrella (Roma, 23 agosto 1954) è un'ex brigatista italiana.
Condannata all'ergastolo in Italia per l'omicidio di un poliziotto, si è data alla latitanza riparando in Francia, paese che le ha garantito asilo politico impedendo così alle istituzioni italiane di assicurarla alla giustizia. Dopo la fuga le venne concesso di risiedere nel paese dove attualmente vive, protetta dalla cosiddetta dottrina Mitterrand.
Il 28 aprile 2021 è stata arrestata a Parigi e in seguito posta in libertà vigilata in attesa dell'estradizione per scontare l'ergastolo in Italia. Il 29 giugno 2022 la Corte d'Appello di Parigi ha negato l'estradizione.

## Biografia

### Attività terroristica
Divenne membro di Autonomia Operaia, aderendo poi all'organizzazione terroristica Brigate Rosse col nome di battaglia di "Virginia". Tra il 1976 e il 1977 lavorò come segretaria presso la scuola media “Bruno Buozzi” di Roma, nello stesso periodo in cui risulta vi lavorassero anche i brigatisti Antonio Fagioli, Claudio Lozzi, Susanna Bertoli e Angelo Coviello: questo ed altri elementi di prova emersero grazie a documenti trovati in via Gradoli il 18 aprile 1978, che indirizzarono gli inquirenti verso la Petrella.
Fu arrestata insieme al marito Luigi Novelli il 4 gennaio 1979 e poi rilasciata per decorrenza dei termini di carcerazione preventiva, con obbligo di residenza nel comune di Montereale, in provincia dell'Aquila, insieme al marito e al fratello Stefano Petrella. Il 12 agosto 1980 i tre fuggirono, entrando in clandestinità. Divenne membro della direzione della colonna romana delle Brigate Rosse, guidata da Barbara Balzerani e venne nuovamente arrestata con Luigi Novelli il 7 dicembre 1982 a Roma, dopo un conflitto a fuoco con i carabinieri su un autobus.
Fu rilasciata il 13 giugno 1986, per decorrenza dei termini di custodia cautelare. Fu condannata nel processo Moro-ter, in quanto coinvolta nel rapimento di Aldo Moro (sentenza depositata il 12 ottobre 1988, confermata il 10 maggio 1993 dalla prima sezione penale della Corte di Cassazione). La Corte d'Assise di Roma 6 marzo 1992 l'ha condannata all'ergastolo per l'omicidio di un agente di polizia, per tentato sequestro di persona e tentato omicidio, sequestro di un magistrato, per rapina a mano armata e vari attentati.

### Latitanza
Nel 1993, dopo la sentenza del Moro-ter, si rifugiò in Francia sfruttando la Dottrina Mitterrand che garantiva asilo ai terroristi stranieri, particolarmente italiani, ricercati nei loro paesi per atti di natura violenta «ma d'ispirazione politica», diretti contro qualunque stato diverso da quello francese e purché i loro autori avessero rinunciato a reiterare la loro attività criminale. Dopo la richiesta di estradizione da parte del governo italiano del 2002, venne arrestata dalla polizia francese durante un controllo stradale il 21 agosto 2007 a Argenteuil, nel dipartimento della Val d'Oise, alla periferia nord di Parigi. Il 14 dicembre 2007 la Corte d'appello di Versailles concesse l'estradizione. Secondo notizie di stampa, un parlamentare italiano, discostandosi dalla linea del governo Prodi che esprimeva la soddisfazione per l'avvenuto arresto, avrebbe manifestato solidarietà alla Petrella.
Il 5 agosto 2008 a Marina Petrella, detenuta nel carcere di Fresnes, venne diagnosticato uno "stato depressivo gravissimo", ad alto rischio di suicidio e incompatibile con la detenzione. A causa del rifiuto di alimentarsi, inoltre, finì per pesare 39 kg ed essere nutrita con sondino nasogastrico. Venne per questo scarcerata dalla Corte di Appello di Versailles e posta in stato di libertà vigilata all'ospedale Sainte Anne di Parigi, ma sempre in attesa di estradizione. Il presidente francese Nicolas Sarkozy ha dichiarato, dopo diverse esitazioni, nel luglio 2008 di essere disposto a concederne l'estradizione ma solo a patto che il Governo italiano le concedesse la grazia per motivi di salute; la première dame Carla Bruni si è associata alla richiesta. Sarkozy fu infine convinto dalla cognata, l'attrice Valeria Bruni Tedeschi che era andata a trovare la Petrella in ospedale trovandola in gravi condizioni, a non dare l'estradizione incondizionata.
In Italia, a queste dichiarazioni e alla richiesta della grazia si sono opposte numerose vittime del terrorismo, tra cui Giovanni Bachelet, figlio di Vittorio Bachelet, Andrea Casalegno, figlio di Carlo Casalegno, Roberto della Rocca, dell'Associazione Italiana vittime del terrorismo, Paolo Bolognesi dell'Unione vittime delle stragi e presidente dell'Associazione delle vittime della strage di Bologna, e Antonio Iosa. A favore di Petrella, molti difensori italiani della dottrina Mitterrand, che già avevano appoggiato Cesare Battisti, come lo scrittore Giuseppe Genna, che attaccò Sarkozy per la sua titubanza. Il presidente Giorgio Napolitano rifiutò la concessione della grazia umanitaria, che aveva già concesso ad esempio nei confronti di Ovidio Bompressi, uno dei condannati per l'omicidio Calabresi. Il 12 ottobre 2008 Sarkozy annullò infine il decreto di estradizione, ufficialmente per "ragioni umanitarie", garantendo di fatto l'asilo politico alla donna e concludendo la sua vicenda giudiziaria, sebbene il governo italiano abbia dichiarato nel 2019 di volere reiterare ancora la richiesta di estradizione.

### Arresto
Il 28 aprile 2021, grazie ad un mandato di cattura emanato dal Presidente della Repubblica Francese Emmanuel Macron, lei e altri sei ex brigatisti (il mandato prevedeva dieci arresti, ma tre sono riusciti a scappare), sono stati arrestati a Parigi dall'Antiterrorismo della polizia francese in collaborazione con l'Antiterrorismo della polizia italiana. Oltre al nome della Petrella, ci sono: Giorgio Pietrostefani (Lotta Continua), Narciso Manenti (Nuclei Armati per il Contropotere Territoriale), Enzo Calvitti, Giovanni Alimonti, Roberta Cappelli e Sergio Tornaghi (Brigate Rosse). Marina Petrella è attualmente in libertà vigilata in attesa dell'estradizione in Italia, dove dovrà scontare l'ergastolo.
Il 29 giugno 2022 la Corte d'Appello di Parigi ha negato l'estradizione.